# Alexandre Emanuel Florescu
Alexandru Emanuel Florescu (22 de janeiro de 1822 – 1907), foi um político valáquio e romeno. Florescu originou-se de uma família boyar; seu pai, Manolache, era um vórnico, e sua mãe chamava-se Tinca Faca. Ele era o irmão mais novo de Ion Emanuel Florescu .  Nascido em Brașov, na região da Transilvânia do Império Austríaco, partiu para a capital da Valáquia, Bucareste, onde frequentou o Saint Sava College.Florescu se formou em 1840 e, em seguida, tornou-se copista na secretaria de estado, sendo promovido mais tarde a secretário. Em 1846, mudou-se para Paris, onde estudou Direito durante dois anos. Após o período da Revolução Valáquia de 1848, ele voltou para casa e foi nomeado para vários mandatos como prefeito do condado e prefeito da polícia de Bucareste.  
Nos anos que precederam a União dos Principados, a qual Florescu apoiou, ele serviu como diretor do Ministério do Interior e, em 1857, tornou-se membro do Divã ad hoc da Valáquia. Florescu integrou o primeiro governo que abrangeu toda a Romênia, liderado por Barbu Catargiu, e serviu como Ministro do Controlo de março a junho de 1862. No gabinete seguinte, o de Nicolae Crețulescu, Ocupou o cargo de Ministro das Obras Públicas de junho a outubro. Serviu como Presidente da Assembleia dos Deputados de dezembro de 1864 a junho de 1865. Além disso, exerceu diversos mandatos como deputado e senador. 
Ele foi marido de Elena Manu, com quem teve quatro filhos: um menino e três meninas.